# Puntate di Chernobyl
Le cinque puntate della miniserie televisiva Chernobyl sono state trasmesse in prima visione negli Stati Uniti sul canale televisivo HBO dal 6 maggio al 3 giugno 2019.
Nel Regno Unito, le puntate sono state trasmesse, in simulcast con HBO, sul canale televisivo Sky Atlantic.
In Italia, le puntate sono andate in onda in prima visione sul canale televisivo satellitare Sky Atlantic dal 10 giugno all'8 luglio 2019; sono state trasmesse in chiaro da LA7 dal 18 giugno al 2 luglio 2020.
| n° | Titolo originale             | Prima TV USA   | Prima TV Italia |
| -- | ---------------------------- | -------------- | --------------- |
| 1  | 1:23:45                      | 6 maggio 2019  | 10 giugno 2019  |
| 2  | Please Remain Calm           | 13 maggio 2019 | 17 giugno 2019  |
| 3  | Open Wide, O Earth           | 20 maggio 2019 | 24 giugno 2019  |
| 4  | The Happiness of All Mankind | 27 maggio 2019 | 1º luglio 2019  |
| 5  | Vichnaya Pamyat              | 3 giugno 2019  | 8 luglio 2019   |

## 1:23:45
- Diretta da: Johan Renck
- Scritta da: Craig Mazin

### Trama
Il 26 aprile 1988, esattamente a due anni dall'incidente occorso a Černobyl', il professor Valerij Legasov, precedentemente a capo della squadra che si è occupata di gestire il disastro nucleare, registra una serie di nastri nei quali spiega che l’ingegnere Anatolij Djatlov è stato condannato a soli 10 anni di lavori forzati per aver, secondo il governo, provocato l'incidente. Per quanto la pena inflitta all'uomo sia, secondo Legasov, fin troppo clemente, Legasov sostiene che comunque Djatlov è più il capro espiatorio, mentre il vero responsabile dell'incidente nucleare non sarà mai identificato e processato, dato che esso in realtà è il governo stesso. Sapendo di essere controllato dal KGB, nasconde le registrazioni fuori casa e si toglie la vita impiccandosi.
Due anni prima, a Pryp"jat' (una città vicina alla centrale), il pompiere Vasilij Ignatenko e la moglie Ljudmila, svegliati dal potente boato causato dall'esplosione, osservano da casa loro il bagliore proveniente dalla centrale nucleare di Černobyl'. Il reattore 4 della centrale è esploso durante un test di sicurezza portato avanti dal supervisore Akimov e dal giovanissimo ingegnere Toptunov, sotto la guida dell'ingegnere capo Djatlov; nonostante le loro preoccupazioni e il timore che il nocciolo del reattore sia effettivamente esploso e abbia causato un incendio provocando conseguenze inimmaginabili, Djatlov li ignora e ritiene che ad essere esploso sia stato un serbatoio. Lo stesso Djatlov si affaccia a una finestra della centrale e nota della grafite sul terreno, materiale del nocciolo, intuendo che questo sia effettivamente esploso, ma decide di ignorare la cosa. Vengono chiamati i pompieri a spegnere l'incendio, e tra gli uomini vi è anche Ignatenko, ma alcuni di essi iniziano a manifestare strani sintomi, dovuti alle radiazioni ionizzanti e alla grafite presente sul terreno che circonda il reattore.
La gestione dell'incendio della centrale passa all'Armata Rossa del colonnello generale Pikalov, comandante di truppe specializzate nella gestione del rischio chimico. Djatlov nel frattempo convoca il direttore della centrale Viktor Brjuchanov e l'ingegnere Nikolaj Fomin, ma la gravità dell'incidente è ampiamente sottovalutata. I livelli di radioattività vengono misurati con strumenti tecnicamente limitati e, quando vengono utilizzati strumenti comunque non adatti ma più precisi, quando danno il livello massimo vengono ritenuti malfunzionanti; Djatlov, conscio che è stato premuto il bottone AZ-5 come da protocollo per l'inserimento delle barre di controllo e interrompere la fissione, continua ad affermare che non vi è stata alcuna esplosione, ignaro di alcuni errori di progettazione dell'impianto. I politici locali di Pryp"jat' e Brjuchanov interrompono le linee telefoniche della città, isolandola dal mondo esterno.
- Durata: 59 minuti
- Ascolti USA: telespettatori 756 000 – rating 18-49 anni 0,1%[4]
- Ascolti Italia (pay): telespettatori 333 000 – share 1,4%[5]
- Ascolti Italia (free) (puntate 1–2): telespettatori 1 346 000 – share 6,5%[6]

## Please Remain Calm
- Diretta da: Johan Renck
- Scritta da: Craig Mazin

### Trama
Sette ore dopo l'esplosione, la scienziata Ulana Khomjuk di Minsk rileva un picco di radiazioni nella città bielorussa, ad oltre 400 km di distanza da Černobyl'. Le autorità locali ignorano le sue preoccupazioni, quindi si dirige verso l'Ucraina per verificare la situazione di persona.
Al Cremlino, Michail Gorbačëv convoca un comitato per capire cosa sta succedendo a Černobyl' e tra gli invitati vi sono il viceministro Boris Ščerbina e il professor Legasov, vicedirettore dell'istituto di energia atomica di Kurčatov. Legasov, unico perito tecnico in aula, è l'unico a rendersi conto della gravità della situazione e si oppone allo scetticismo dei politici intorno a lui, illusi dalle carte false di Djatlov e Brjuchanov.
Nell'ospedale sovraccarico di Pryp"jat', Lyudmilla scopre che Vasily è stato evacuato a Mosca, città in cui Legasov sta spiegando a Michail Gorbačëv che la situazione è gravissima, e viene perciò inviato a Černobyl' unitamente ad uno scettico Ščerbina.
Giunto a Černobyl', da un elicottero Legasov indica detriti di grafite nucleare e un bagliore blu da radiazioni ionizzanti, ad indicare che il nucleo è esposto. Convinto, Ščerbina affronta Bryukhanov e Fomin, che accusano Legasov di disinformazione, ma il generale Vladimir Pikalov usa un dosimetro di alta gamma per dimostrare gli alti livelli di radiazione. Dopo essere lui stesso andato a misurare i livelli di radiazione, Pikalov torna confermando i timori di Legasov: i livelli di radiazione attorno alla centrale sono talmente alti che l'unica spiegazione è che il nocciolo sia stato scoperto dall'esplosione, rilasciando il fumo tossico nell'atmosfera. Bryukhanov e Fomin sono arrestati, ma ora bisogna sopprimere il fuoco del reattore. Non potendo usare l'acqua, Legasov suggerisce di usare sabbia (silice) e boro, e suggerisce anche di fare evacuare Pryp''jat', ma Ščerbina rifiuta di assecondare questa richiesta. L'operazione di spegnimento si rivela molto rischiosa: un elicottero entrato nella nube radioattiva colpisce con l'elica il cavo del gancio della gru che sovrasta l'edificio e precipita. Il giorno seguente Ščerbina prova a rassicurare Legasov su come il Cremlino sia cosciente di quanto accade, ma Legasov, preso dal nervosismo gli rivela una cosa che anche a Ščerbina è stato omesso: l'essere stati così vicini al reattore ha già significativamente ridotto le loro aspettative di vita, lasciando basito il funzionario sovietico. A far riprendere l'uomo è una telefonata che comunica l'inevitabile, e cioè che le radiazioni emessi da Černobyl' sono talmente elevati che le altre nazioni le hanno rilevate ed allertato gli Stati Uniti che hanno fotografato la centrale con i satelliti spia. Ora tutto il mondo sa cosa sta accadendo.
Trentasei ore dopo l'esplosione, mentre la notizia dell'incidente si diffonde, Prip"jat' viene finalmente evacuata. Agli abitanti viene detto che sarà solo temporaneo, ma in realtà è falso e nessuno di loro tornerà. Khomyuk arriva in città, e avverte Legasov e Ščerbina del rischio di una cosa di cui il professore non si era accorto: alcune cisterne sotto il reattore sono state riempite dall'acqua usata dai pompieri; se il corium del reattore dovesse colarci dentro, il contatto tra esso e l'acqua provocherà un'esplosione che, oltre a distruggere qualsiasi cosa nel raggio di molti chilometri, disperderebbe tutto il contenuto del reattore in gran parte dell'URSS occidentale, rendendola inabitabile. Informato Gorbačëv dei rischi in un comitato a Mosca, Legasov chiede a di autorizzare una missione per drenare l'acqua, ricevuta la quale chiede al personale della centrale nucleare di sacrificarsi: Aleksej Ananenko, Valerij Bezpalov e Boris Baranov si offrono volontari, pur sapendo che sarà una missione in cui, quasi sicuramente, moriranno.
- Durata: 65 minuti
- Ascolti USA: telespettatori 1 004 000 – rating 18-49 anni 0,3%[7]
- Ascolti Italia (pay): telespettatori 258 000 – share 1,2%[8]
- Ascolti Italia (free) (puntate 1–2): telespettatori 1 346 000 – share 6,5%[6]

## Open Wide, O Earth
- Diretta da: Johan Renck
- Scritta da: Craig Mazin

### Trama
Il seminterrato viene drenato con successo, ma si scopre che è iniziata la fusione del nocciolo che minaccia di contaminare le acque sotterranee, rendendo tossico il popolato fiume Dnepr. Shcherbina e Legasov convincono Gorbačëv della necessità di installare uno scambiatore di calore sotto l'impianto, e a tal scopo il ministro del carbone Michail Ščadov recluta dei minatori di carbone di Tula, per scavare un tunnel sotto la centrale. Il lavoro è estremamente faticoso e i minatori operano in condizioni proibitive. Nel frattempo Shcherbina avverte Legasov che i due sono sotto stretta sorveglianza da parte del KGB: il motivo per cui insiste a mostrarsi ossequiosamente leale al Cremlino infatti non è per fanatismo o ignoranza, ma per consapevolezza che se il governo dovesse anche solo sospettare che Shcherbina potrebbe tradirli, non esiterebbero a sostituirlo con qualcun altro, molto meno pronto ad ascoltare Legasov. Quest'ultimo intanto invia Chomjuk in un ospedale di Mosca dove, nonostante Djatlov non collabori, riesce ad apprendere dai morenti Toptunov e Akimov che l'impianto è esploso dopo che Akimov ha premuto l'arresto di emergenza AZ-5.
Corrompendo il personale ospedaliero e mentendo sulla sua gravidanza, Ljudmila è autorizzata a visitare Vasilij, ma disobbedisce agli ordini ricevuti, rimanendo più a lungo del consentito e toccando suo marito. Poco prima della morte di Vasilij, Khomjuk trova Ljudmila, e intuendone la gravidanza, minaccia di riportare tutto al comitato, ma viene per questo arrestata dagli agenti del KGB, venendo in seguito rilasciata solo grazie all'intercessione di Legasov presso il presidente del KGB, Aleksandr Čarkov. Mentre Ščerbina e Legasov riferiscono al Comitato Esecutivo Centrale i loro piani di decontaminazione, che richiedono la mobilitazione di massa dei liquidatori, Ljudmila si trova tra i parenti di altre vittime mentre il cadavere di Vasilij, ancora radioattivo, viene sigillato in una bara di piombo e coperto da una coltre di cemento in una fossa comune.
- Durata: 62 minuti
- Ascolti USA: telespettatori 1 063 000 – rating 18-49 anni 0,3%[9]
- Ascolti Italia (pay): telespettatori 332 000 – share 1,6%[10]
- Ascolti Italia (free) (puntate 3–4): telespettatori 1 130 000 – share 5,7%[11]

## The Happiness of All Mankind
- Diretta da: Johan Renck
- Scritta da: Craig Mazin

### Trama
Mentre le operazioni di decontaminazione sono in corso, i residenti vengono evacuati da una ampia zona intorno a Černobyl'. Il civile Pavel è in coppia con il veterano della guerra sovietico-afgana Bacho per pattugliare la zona ed eliminare gli animali abbandonati, ormai contaminati e vettori di radiazioni. Nel frattempo il comandante dei liquidatori di Černobyl', il generale Nikolaj Tarakanov, utilizza i rover del programma Lunochod per ripulire il tetto dell'impianto in fiamme, pieno di pesanti blocchi di boro e grafite. Purtroppo, a causa dell'elevatissima dose di radiazioni prodotte dai detriti, i rover sono inutilizzabili in una delle sezioni del tetto, dato che le radiazioni prodotte in quel punto, ancora più elevate rispetto alle altre sezioni, distruggerebbero i circuiti di qualsiasi macchina. In via eccezionale, viene chiesto aiuto alla Germania Ovest, che invia un sofisticatissimo robot che dovrebbe essere in grado di compiere il lavoro, Joker, ma che invece smette di funzionare a pochi metri dal mortale incendio radioattivo perché, di nuovo, il governo sovietico ha anteposto la propria immagine alla buona riuscita della missione, fornendo ai tedeschi valori di radioattività molto minori della realtà. La disperazione porta anche Ščerbina a capire quanto il governo a cui ha donato tutto sé stesso sia disposto a sacrificare le vite dei propri cittadini per proteggere il proprio nome. Non avendo altra scelta, Tarakanov è costretto a inviare 3.828 persone per liberarlo a mano, esponendoli quindi a dosi massicce di radiazioni e permettendo una permanenza di soli 90 secondi a ciascuno.
Parallelamente Chomjuk indaga sugli archivi di Mosca e si confronta con Djatlov, che è a conoscenza del fatto che il governo non è interessato alla verità. Allontanandosi dalle cimici del KGB, Ščerbina e Legasov informano Khomjuk che dovranno testimoniare come esperti nel processo contro Djatlov, Brjuchanov e Fomin, e anche che Legasov parteciperà alla riunione dell'Agenzia internazionale per l'energia atomica, durante la quale dovrà rivelare cos'è accaduto a Černobyl'. Khomjuk porta all'attenzione dei due un articolo su un identico incidente nella centrale nucleare di Leningrado nel 1975 (in cui fortunatamente la fusione del nocciolo non avvenne), censurato dal KGB per negare l'inefficienza dei reattori RBMK, e rivela loro che Ljudmila ha dato alla luce una bambina, morta quattro ore dopo a causa delle radiazioni. Khomjuk sollecita Legasov a dire all'IAEA la verità completa, mentre Ščerbina lo esorta invece a misurare le sue parole, per evitare ritorsioni da parte del governo.
- Durata: 65 minuti
- Ascolti USA: telespettatori 1 193 000 – rating 18-49 anni 0,3%[12]
- Ascolti Italia (pay): telespettatori 384 000 – share 1,9%[13]
- Ascolti Italia (free) (puntate 3–4): telespettatori 1 130 000 – share 5,7%[11]

## Vichnaya Pamyat
- Diretta da: Johan Renck
- Scritta da: Craig Mazin

### Trama
Dopo la testimonianza menzognera di Legasov alla IAEA di Vienna, Djatlov, Brjuchanov e Fomin vengono processati nella città abbandonata di Černobyl'. Poco prima del processo, quasi un anno dopo l'incidente, Legasov parla ancora una volta con il KGB, con cui aveva preso l'accordo di mentire a Vienna purché l'organizzazione si impegnasse a correggere con discrezione i difetti presenti negli altri reattori RBMK presenti in Unione sovietica. Il KGB però è irremovibile sul fatto che Legasov, che sta già iniziando ad avvertire gli effetti delle radiazioni, debba prima testimoniare e scaricare sugli imputati tutta la responsabilità del disastro. Qualche giorno prima del processo, tuttavia, alla porta di Legasov bussa Khomjuk, con le testimonianze di tutti coloro che hanno lavorato all'incidente. La scienziata lo mette di fronte alla realtà dei fatti: il KGB non ha alcuna intenzione di rispettare gli accordi presi, e stanno solo temporeggiando in modo che Legasov e Ščerbina muoiano a causa degli effetti delle radiazioni così che più nessuno con un minimo di influenza possa riparlare dell'incidente. L'unico modo per obbligare il governo a far correggere i difetti dei reattori è rendere pubblica la verità. Legasov è titubante, ma Khomjuk insiste, perché ci sono troppe probabilità che quanto accaduto si ripeta.
Il processo ha inizio: Ščerbina è chiamato per primo a dare testimonianza, spiegando il funzionamento generale di una centrale nucleare e lo scopo dell'esperimento svoltosi il 26 aprile; poi Khomjuk e Legasov, basandosi sulle interviste condotte con le persone presenti nella sala di controllo durante l'incidente, spiegano rispettivamente la catena di errori organizzativi e gli errori tecnici compiuti che, alla fine, hanno portato all'esplosione del reattore. I flashback mostrano come, a causa di un ritardo di dieci ore nel test di sicurezza, esso sia stato compiuto dal personale del turno di notte che, non essendo addestrato per tale compito e guidato da Djatlov, impaziente nel portarlo a termine, ha compiuto numerose manovre ben oltre i limiti della sicurezza, portando infine il reattore ad andare in stallo e subire un picco di potenza. Akimov cercò di rimediare premendo l’interruttore d'emergenza AZ-5, ma a causa del difetto di progettazione insito nei reattori RBMK, il sistema che avrebbe dovuto spegnere la reazione l'ha invece aumentata, portando l'energia ad un valore così superiore al limite sopportabile da distruggere il sistema di raffreddamento e causare un'esplosione termica che scoperchiò il nocciolo, lo espose all'esterno ed infine ne causò la fusione.
Nel corso della testimonianza Legasov, avendo capito che Khomjuk ha ragione riguardo l'accordo col KGB, ammette di aver mentito nella sua precedente testimonianza a Vienna: l'incidente non sarebbe avvenuto senza l'incapacità gestionale di Brjuchanov, Fomin e Djatlov, ma essi avrebbero svolto l'esperimento con molta più attenzione, se il difetto dei reattori RBMK non fosse stato tenuto nascosto. I tre imputati sono colpevoli di quanto accaduto, ma non sono i principali responsabili i quali, invece, non saranno mai rivelati e non riceveranno alcuna condanna, dato che l'intero processo serve solo a scaricare sui tre l'intera responsabilità dell'incidente e chiudere la faccenda senza che sia necessario ammettere la responsabilità del governo sovietico, come si fa sin dalla sua fondazione. Al termine della deposizione, Legasov viene preso da parte dal KGB, che lo informa che la sua testimonianza verrà stralciata dai verbali del processo, che gli sarà vietato parlare di Černobyl' con chicchessia, che non riceverà alcun credito per il suo ruolo nel contenere il disastro e che non potrà mai più lavorare fino al momento della sua morte. Conscio di non avere più molto tempo da vivere, lui accetta il suo destino, preparandosi a sacrificarsi per rivelare al mondo la verità che il governo sovietico, con il proprio orgoglio e la propria corruzione, tenterà strenuamente, ma inutilmente, di nascondere.
Grazie alle registrazioni di Legasov, il resto del mondo verrà a sapere la verità su Černobyl'. Il governo correggerà finalmente il difetto degli altri reattori RBMK, ma non sarà sufficiente a placare lo sdegno internazionale a cui si aggiungeranno altre crisi politico-sociali, fino a che, nel 1991, l'Unione Sovietica cade.
Il finale mostra immagini e video del vero Legasov e dei veri protagonisti del disastro, rivelando i loro destini e le drammatiche conseguenze dell'incidente per ognuno di loro.
- Durata: 72 minuti
- Ascolti USA: telespettatori 1 089 000 – rating 18-49 anni 0,3%[14]
- Ascolti Italia (pay): telespettatori 334 000 – share 1,7%[15]
- Ascolti Italia (free): telespettatori 1 178 000 – share 5,5%[16]